# 掃晴娘
掃晴娘（さおちんにゃん、そうせいじょう、簡体字中国語: 扫晴娘）は、中国の伝説上の女性であり、晴天を願うためにその女性を象って紙または布で作られる人形。

## 説話
説話には場所が村として伝わっているものと北京として伝わっているものがある。

### 村
中国の村が連日続く雨により水害に陥っていた。村に住む少女、掃晴娘は、雨の神である龍神に雨を止めてくれるよう祈った。すると、天上から龍神の妃になるならば雨を止めるという声が響き渡った。掃晴娘はこれを承諾し、雨は無事に止んで空は晴れ渡った。掃晴娘は天に昇ったためどこにも姿が見えなくなった。

### 北京
北京に頭が良く、切り紙が得意な美しい娘、晴娘がいた。ある年の6月、北京に大雨が降り、水害となった。北京の人々はこぞって雨が止むよう天に向かって祈願をし、晴娘も祈りを捧げた。すると、天から晴娘が東海龍王の妃になるなら雨を止ませるという声が聞こえた。街の人々を救うと誓った晴娘が頷き、晴娘がそれに同意すると、雨は止み、その瞬間に風が吹き、晴娘は消えた。その後、晴娘の姿は見つからなくなり、空が晴れ渡った。以来、北京の人々は皆雨が続くと晴娘を偲んで切り紙で作られた人形を門に掛けるようになった。

### その他
晴れを祈った少女が願いと引き換えに龍王に連れ去られる展開が多く見られるが、願いと引き換えに命を犠牲にするものもある。

## 風習
中国では遅くとも唐代から上記の説話を基にして、晴れを願って紙で作った掃晴娘の人形を家に吊るす風習が生まれた。6月の雨が降り止まない時期に、閨中にいる少女たちが紙を切って掃晴娘の人形を作り、それを門の左に掛けるという。このため、6月の景物とされる。中国書では『帝京景物略』、『陔餘叢考』、日本の書物では榊原元輔の『榊原談苑』にこの風習が記録されている。掃晴娘の手には雨雲を掃いて晴天にするための箒を持たせる。この習慣は徐珂『清稗類鈔』に記述されている。箒で雲を掃くために、足の方向を空に向けて逆さに吊った地方もあるという。浙江紹興地方では、人形に霊気を持たせるために、指を傷つけて血を塗ったともいわれる。
ある地方では掃晴娘にあたる存在が掃天娘娘と呼ばれているが、これは神仏に繋がる黄衣を着衣しており、女神に対して用いられる娘娘という敬称が使われていることから、女神だったと考えられている。
平安時代に書かれた『蜻蛉日記』には、晴天を祈るために女神に着物を着せたという記述がなされている。掃晴娘の人形を吊るして晴天を祈ったという中国の風習が日本に伝わり、日本のてるてる坊主になったという説がある。山陰地方に伝来した風習であるともされ、鳥取県北条町に在住していた人形作家の加藤廉兵衛が、1980年代に制作した掃晴娘の紙人形が北栄みらい伝承館に所蔵されている。

## 大衆文化
掃晴娘の説話は、2019年のアニメーション映画『天気の子』のストーリーとキャラクターに関連付けられることがある。